# Llista de pel·lícules del 1950 doblades al català
Pel·lícules del 1950 doblades al català emeses per Televisió de Catalunya.
| Pel·lícules del 1950 doblades al català |                                          |                            |                                   |  |
| Títol en català                         |                                          |                            |                                   |  |
| Títol original                          | Títol en castellà                        | Director                   |                                   |  |
| Assalt al furgó blindat                 | Armored car robbery                      | Asalto al furgón blindado  | Richard Fleischer                 |  |
| Assetjats                               | The big lift                             | Sitiados                   | George Seaton                     |  |
| Camí de la forca                        | Along the great divide                   | Camino de la horca         | Walsh, Raoul                      |  |
| Cantiflas: El bombero atómico           | Cantinflas: El bombero atómico           | El bombero atómico         | Miguel M.Delgado                  |  |
| Cantiflas: El siete machos              | Cantinflas: El siete machos              | El siete machos            | Miguel M. Delgado                 |  |
| Caroline chérie                         | Caroline chérie                          |                            | Richard Pottier                   |  |
| Colt 45                                 | Colt 45                                  |                            | Edwin L. Marin                    |  |
| Condemnat                               | Convicted                                |                            | Henry Levin                       |  |
| Cyrano de Bergerac (versió 1950)        | Cyrano de Bergerac                       |                            | Michael Gordon                    |  |
| Dallas, ciutat fronterera               | Dallas                                   | Dallas, ciudad fronteriza  | Stuart Heisler                    |  |
| El bòlid                                | The fireball                             |                            | Tay Garnett                       |  |
| El dimoni de les armes                  | Gun crazy                                | El demonio de las armas    | Joseph H.Lewis                    |  |
| El falcó i la fletxa                    | The flame and the arrow                  | El halcón y la flecha      | Jacques Tourmeur                  |  |
| El llibertador                          | The elusive pimpernel                    | El libertador              | Michael Powell*Emeric Pressburger |  |
| El pare de la núvia                     | Father of the bride (1950)               | ------                     | Vincente Minnelli                 |  |
| El seu testimoni                        | Your witness                             |                            | Robert Montgomery                 |  |
| Els aventurers                          | The adventurers                          |                            | David Macdonald                   |  |
| Els problemes de la Sally               | The fuller brush girl                    |                            | Lloyd Bacon                       |  |
| Entre amics                             | The company she keeps                    |                            | John Cromwell                     |  |
| Fletxa trencada                         | Broken arrow                             | Flecha rota                | Delmer Daves                      |  |
| Francesco, joglar de Déu                | Francesco, giuliare di Dio               | Francesco, giuliare di Dio | Roberto Rossellini                |  |
| Guerrillers a les Filipines             | An American guerrilla in the Philippines | Guerrilleros en Filipinas  | Fritz Lang                        |  |
| Justícia feta                           | Justice est faite                        |                            | André Cayatte                     |  |
| Kim                                     | Kim                                      | Kim de la India            | Victor Saville                    |  |
| L'envejosa                              | Harriet Craig                            |                            | Vincent Sherman                   |  |
| L'últim bucaner                         | Last of the buccaneers                   |                            | Lew Landers                       |  |
| La jungla d'asfalt                      | The asphalt jungle                       | La jungla de asfalto       | John Huston                       |  |
| La muntanya tràgica                     | The white tower                          | La montaña trágica         | TedTetzlaff Ted                   |  |
| La pista del caribú                     | The cariboo trail                        |                            | Edwin L. Marin                    |  |
| La ronda                                | La ronde                                 |                            | Max Ophuls                        |  |
| La sensació de Broadway                 | The petty girl                           |                            | Henry Levin                       |  |
| La vall del coure                       | Copper Canyon                            |                            | John Farrow                       |  |
| Les aventures del capità Blood          | Fortunes of captain Blood                |                            | Gordon Douglas Gordon             |  |
| Les mines del rei Salomó                | King Solomon's mines (1950)              | Las minas del rey Salomón  | Compton Bennett                   |  |
| Llums de varietats                      | Luci del varietà                         |                            | Federico Fellini*Alberto Lattuada |  |
| Miracle a Milà                          | Miracolo a Milano                        |                            | Vittorio De Sica                  |  |
| Montana                                 | Montana (1950)                           |                            | Ray Enright                       |  |
| Nascuda ahir                            | Born yesterday                           | Nacida ayer                | George Cukor                      |  |
| Nascuda per al mal                      | Born to be bad                           |                            | Nicholas Ray                      |  |
| On viu el perill                        | Where danger lives                       |                            | John Farrow                       |  |
| Pànic a l'escenari                      | Stage fright                             | Pánico en la escena        | Alfred Hitchcock                  |  |
| Quina vida!                             | Never a dull moment                      |                            | George Marshall                   |  |
| Santa Fe                                | Santa Fe                                 |                            | Irving Pichel                     |  |
| Tot sobre Eva                           | All about Eve                            | Eva al desnudo             | Joseph L.Mankiewicz               |  |
| Vida de gossos                          | Vita de cani                             |                            | Mario Monicelli Steno             |  |
| Wagonmaster                             | Wagonmaster                              |                            | John Ford                         |  |
| Winchester 73                           | Winchester 73                            |                            | Anthony Mann                      |  |